# Клубный чемпионат Германии по теннису среди женщин
Клубный чемпионат Германии по теннису среди женщин (нем. Damen Tennis Bundesliga) — показательный теннисный турнир, проводящийся по ходу года в Германии и санкционированный национальной федерацией тенниса.
Турнир проводится в весенне-летний период, матчи играются на грунтовых кортах.

## Общая информация
Соревнование организовано накануне сезона-1999 в рамках программы развития системы клубного тенниса в Германии. Участвующим клубам разрешено заявлять на турнир до шестнадцати теннисисток, часть из которых может не иметь гражданства Германии.
Для сокращения времени проведения турнир разбит на несколько дивизионов (ныне из трёх: первая бундеслига и две вторые — северный и южный дивизионы), а для привлечения в соревнования игроков из первой сотни рейтинга WTA даты игр вписаны в паузы календаря профессионального тура. Каждый дивизион играет по однокруговой системе, а каждая матчевая встреча состоит из девяти игр: шести одиночных и трёх парных. Для сокращения длительности матчей вместо решающего сета играется чемпионский тай-брейк до десяти очков. За победу в одной встрече присуждается два очка: одно — за наибольшее число побед в одиночных матчей и ещё одно — за наибольшее число побед в парных матчей. При равенстве очков в таблице следующими критериями сравнения команд являются, во-первых, число выигранных матчей, затем — число выигранных сетов, и наконец — число выигранных геймов. Победа на чемпионском тай-брейке засчитывается за один выигранный сет и за ноль выигранных геймов.

## Победители первой бундеслиги
| Год  | Чемпион                       |
| ---- | ----------------------------- |
| 2017 | Eckert Tennis Team Regensburg |
| 2016 | Eckert Tennis Team Regensburg |
| 2015 | Ratinger TC Grün-Weiß         |
| 2014 | TC Fidona Bocholt (3)         |
| 2013 | TC WattExtra Bocholt (2)      |
| 2012 | TC WattExtra Bocholt          |
| 2011 | Vacono TC Radolfzell (2)      |
| 2010 | Vacono TC Radolfzell          |
| 2009 | TC Zamek Benrath (6)          |
| 2008 | TC Zamek Benrath (5)          |
| 2007 | TC Rüppurr Karlsruhe (2)      |
| 2006 | TC Rüppurr Karlsruhe          |
| 2005 | TEC Waldau Stuttgart          |
| 2004 | TC Moers 08                   |
| 2003 | TC Zamek Benrath (4)          |
| 2002 | TC Zamek Benrath (3)          |
| 2001 | TC Blau-Weiss Bocholt         |
| 2000 | TC Zamek Benrath (2)          |
| 1999 | TC Zamek Benrath              |